# Ataque de salto de FTP
O ataque de salto de FTP é uma falha ou exploit, no protocolo FTP, através do qual uma pessoa mal intencionada é capaz de usar o comando PORT para solicitar o acesso as portas indiretamente por meio do uso da máquina da vítima como um homem no meio [Ou Man in the middle] para a solicitação.
Esta técnica pode ser usada, para descobrir portas discretamente, e para acessar portas especificas que um atacante não pode acessar dentro de uma conexão direta, por exemplo com o Nmap, ou com o Windows Telnet.
Podemos resumir essa falha: Um atacante utilizar uma conexão falsa, na qual um website remoto com falhas na segurança serve de Distração ao servidor, O servidor se comunica com a conexão do atacante, mais não com o website utilizado pra distraí-lo, então ele responde como se fosse responder o website usado pra distrair, por fim, pode ter acesso irrestrito a alguns recursos.
Quase todos os programas modernos de servidor FTP são configurados por padrão a recusar os comandos PORT que iriam oferecer ligação externa para qualquer máquina, junto com o host de origem, impedindo ataques de rejeição de FTP.